# Maurício Barbieri
Maurício Nogueira Barbieri (San Paolo, 30 settembre 1981) è un allenatore di calcio brasiliano.

## Carriera
Nato a San Paolo, ha iniziato la sua carriera professionale nell'Audax guidando prima le formazioni giovanili, ed in seguito facendo da assistente per la prima squadra.
Il 20 settembre 2011 è stato nominato tecnico dell'Audax Rio riuscendo a conquistare la promozione nella prima divisione del Campionato Carioca l'anno seguente.
Il 12 novembre 2013 ha assunto la guida del Red Bull Brasil. Con il club di Campinas nel  2014 ha ottenuto la promozione nel Campionato Paulista A1 per la prima volta nella storia del club. Il 20 febbraio 2017 diventa il nuovo allenatore del Guarani dopo la scadenza del contratto con il club paulista.
Il 23 marzo seguente lascia l'incarico dopo sole sei partite per passare al Desportivo Brasil, squadra che guida fino al 9 gennaio 2018 quando accetta l'offerta del Flamengo.
Inizialmente assistente di Paulo César Carpegiani, fu nominato allenatore della prima squadra il 30 marzo. Il 29 giugno, dopo 19 partite, fu definitivamente promosso come allenatore fino al termine della stagione.
Il 28 settembre 2018 si è dimesso firmando nel dicembre successivo con il Goiás, neopromosso in Série A.